# اسپانتیک
اسپانتیک یا نیزه ی طلایی نام کوهی در منطقه گلگت واقع در شمال کشور پاکستان است.این کوه نخستین بار توسط کارل کرامر فتح شد.جبهه شمال‌غربی این کوه از آن جهت که دارای مسیری سخت و دشوار برای صعود است به عنوان مسیر ستون طلایی نامگذاری شده‌است. 